# Elezioni generali in Liberia del 2005
Le elezioni generali in Liberia del 2005 si tennero l'11 ottobre (primo turno) e l'8 novembre (secondo turno) per l'elezione del Presidente e il rinnovo del Parlamento (Camera dei rappresentanti e Senato).

## Risultati

### Elezioni presidenziali
| Candidati             | Partiti                                           | I turno | I turno | II turno | II turno |
| Candidati             | Partiti                                           | Voti    | %       | Voti     | %        |
| --------------------- | ------------------------------------------------- | ------- | ------- | -------- | -------- |
| Ellen Johnson Sirleaf | Partito dell'Unità                                | 192 326 | 19,75   | 478 526  | 59,40    |
| George Weah           | Congresso per il Cambiamento Democratico          | 275 265 | 28,27   | 327 046  | 40,60    |
| Charles Brumskine     | Partito della Libertà                             | 135 093 | 13,87   |          |          |
| Winston Tubman        | Partito Democratico Nazionale della Liberia       | 89 623  | 9,20    |          |          |
| Varney Sherman        | Coalizione per la Trasformazione della Liberia    | 76 403  | 7,85    |          |          |
| Roland Massaquoi      | Partito Patriottico Nazionale                     | 40 361  | 4,14    |          |          |
| Joseph Korto          | Partito degli Uguali Diritti della Liberia        | 31 814  | 3,27    |          |          |
| Alhaji GV Kromah      | Partito della Coalizione di Tutta la Liberia      | 27 141  | 2,79    |          |          |
| Togba-Nah Tipoteh     | Alleanza per la Pace e la Democrazia              | 22 766  | 2,34    |          |          |
| William VS Tubman Jr  | Partito della LIberia Unita Riformata             | 15 115  | 1,55    |          |          |
| John Morlu            | Alleanza Democratica Unita                        | 12 068  | 1,24    |          |          |
| Nathaniel Barnes      | Partito del Destino Liberiano                     | 9 325   | 0,96    |          |          |
| Margaret Tor-Thompson | Partito dell'Alleanza della Libertà della Liberia | 8 418   | 0,86    |          |          |
| Joseph Woah-Tee       | Partito Laburista della Liberia                   | 5 948   | 0,61    |          |          |
| Sekou Conneh          | Partito Democratico Progressista                  | 5 499   | 0,56    |          |          |
| David Farhat          | Partito Democratico Libero                        | 4 497   | 0,46    |          |          |
| George Klay Kieh      | New Deal Movement                                 | 4 476   | 0,46    |          |          |
| Armah Jallah          | Partito Nazionale della Liberia                   | 3 837   | 0,39    |          |          |
| Robert Kpoto          | Unione dei Democratici Liberiani                  | 3 825   | 0,39    |          |          |
| George Kiadii         | Partito della Visione Nazionale della Liberia     | 3 646   | 0,37    |          |          |
| Samuel Raymond Divine | Indipendente                                      | 3 188   | 0,33    |          |          |
| Alfred Reeves         | Partito della Riforma Nazionale                   | 3 156   | 0,32    |          |          |
| Totale                | Totale                                            | 973 790 | 100     | 805 572  | 100      |

### Elezioni parlamentari

#### Camera
| Liste                                             | Voti    | %     | Seggi |
| ------------------------------------------------- | ------- | ----- | ----- |
| Congresso per il Cambiamento Democratico          | 157 753 | 16,87 | 15    |
| Coalizione per la Trasformazione della Liberia    | 137 897 | 14,74 | 8     |
| Partito della Libertà                             | 125 496 | 13,42 | 9     |
| Partito dell'Unità                                | 123 373 | 13,19 | 8     |
| Partito Patriottico Nazionale                     | 78 751  | 8,42  | 4     |
| Alleanza per la Pace e la Democrazia              | 38 285  | 4,09  | 5     |
| New Deal Movement                                 | 35 721  | 3,82  | 3     |
| Partito Democratico Nazionale della Liberia       | 29 402  | 3,14  | 1     |
| Partito della Riforma Nazionale                   | 22 542  | 2,41  | 1     |
| Partito della Coalizione di Tutta la Liberia      | 19 471  | 2,08  | 2     |
| Partito Democratico Libero                        | 19 326  | 2,07  | –     |
| Alleanza Democratica Unita                        | 13 958  | 1,49  | 1     |
| Partito Democratico Progressista                  | 11 997  | 1,28  | –     |
| Partito dell'Alleanza della Libertà della Liberia | 11 126  | 1,19  | –     |
| Unione dei Democratici Liberiani                  | 10 089  | 1,08  | –     |
| Altri <10000 voti                                 | 31 787  | 3,40  | –     |
| Indipendenti                                      | 68 387  | 7,31  | 7     |
| Totale                                            | 935 361 | 100   | 64    |

#### Senato
| Liste                                             | Voti      | %     | Seggi |
| ------------------------------------------------- | --------- | ----- | ----- |
| Congresso per il Cambiamento Democratico          | 252 677   | 14,94 | 3     |
| Coalizione per la Trasformazione della Liberia    | 232 636   | 13,76 | 7     |
| Partito dell'Unità                                | 222 705   | 13,17 | 4     |
| Partito della Libertà                             | 213 002   | 12,60 | 3     |
| Partito Patriottico Nazionale                     | 178 259   | 10,54 | 3     |
| Alleanza per la Pace e la Democrazia              | 119 091   | 7,04  | 3     |
| Partito Democratico Nazionale della Liberia       | 60 668    | 3,59  | 2     |
| Partito della Coalizione di Tutta la Liberia      | 28 385    | 1,68  | 1     |
| Partito Democratico Progressista                  | 17 262    | 1,02  | –     |
| Partito della Liberia Unita Riformata             | 13 293    | 0,79  | –     |
| Partito dell'Alleanza della Libertà della Liberia | 13 050    | 0,77  | –     |
| Partito della Riforma Nazionale                   | 12 037    | 0,71  | 1     |
| Alleanza Democratica Unita                        | 11 265    | 0,67  | –     |
| Unione dei Democratici Liberiani                  | 5 503     | 0,33  | –     |
| Altri <5000 voti                                  | 9 340     | 0,55  | –     |
| Indipendenti                                      | 301 729   | 17,84 | 3     |
| Totale                                            | 1 690 902 | 100   | 30    |